# Île de l'Est
L'île de l'Est fait partie de l'archipel sub-antarctique de l'archipel des Crozet, appartenant aux Terres australes et antarctiques françaises.
Avec l'île de la Possession située 18 km à l'ouest, au-delà du canal des Orques, elle forme le groupe oriental de l'archipel.
Avec 130 km2, l'île de l'Est est la deuxième plus grande île de l'archipel. Elle culmine au mont Marion-Dufresne à 1 050 m d'altitude, le point culminant de l'archipel des Crozet. L'île présente la plus haute falaise du monde, celle du Mont Lesquin avec 1 012 m de hauteur.

## Volcanologie
La première reconnaissance volcanologique de l'île de l'Est a été effectuée en décembre 1975 et janvier 1976 par Jean Lameyre et Jacques Nougier, avec un support hélico Alouette II de l'Armée de l'air.
L'île de l'Est est le reliquat d'un puissant stratovolcan fortement érodé par les glaciers quaternaires.
Le centre de l'appareil coïncide avec le centre de l'île. Son cœur (région du col des Rafales) est constitué par des brèches et dykes ayant subi un léger métamorphisme (épidote) injectés de roches plutoniques de type gabbro-diorite, mis en place il y a 8,75 millions d'années (Miocène). Le tout constitue la phase 1.
Dessus et en discordance, reposent d'épais niveaux d'agglomérats sur plus de 1 000 mètres d'épaisseur (phases 2 et 3). Ces agglomérats sont armés par un réseau dense de filons et dykes qui constituent les reliefs déchiquetés des Monts Duclesmeur et Lesquin. La phase 3 s'achève il y a environ 1 million d'années (Pléistocène) par des émissions de laves basaltiques dont la composition varie de l'hawaiite à l'océanite.
L'activité terminale (phase 4) se caractérise par des cones stromboliens (notamment au Mont Marion). Elle est évaluée à moins de 200 000 ans (certains appareils à moins de 5 500 ans) c’est-à-dire contemporaine ou postérieure à la grande glaciation de calotte qui a recouvert l'île de l'Est, comme l'est aujourd'hui l'île Bouvet dans l'Atlantique Sud.
Cette glaciation a profité du réseau de failles et de dykes, de la nature friable des agglomérats pour modeler des vallées abruptes et courtes. Les falaises qui protègent l'île de toutes parts, sauf aux débouchés des vallées glaciaires, témoignent d'une intense érosion littorale.
En regard à son histoire volcanologique récente, on peut considérer l'île de l'Est comme potentiellement active, mais à un degré moindre que peut l'être la Possession ou les Cochons.
La pétrologie de l'île de l'Est est caractérisée par son complexe unique de roches plutoniques pour l'archipel des Crozet. Les séries de laves s'échelonnent chimiquement des océanites, ankaramites aux basaltes feldspathiques et hawaiites, c’est-à-dire qu'elles correspondent au fractionnement de laves alcalines issues d'une différenciation partielle et sous faible pression du manteau océanique.

## Histoire
L'île de l'Est a été découverte le 24 janvier 1772 par l'expédition française de Marc Joseph Marion Dufresne, qui lui donna le nom d'île Aride.
L'île de l'Est a été fréquentée dès le début du XIXe siècle par les chasseurs de phoques essentiellement venus de Grande-Bretagne et de Nouvelle Angleterre. On y a trouvé une pierre gravée portant le nom Henry Kennedy et la date du 21 décembre 1806.
Le plus connu de tous est Guillaume Lesquin, originaire de Roscoff qui, à 22 ans, fait naufrage le 29 juillet 1825, avec l'équipage réduit à 6 autres personnes de l'Aventure (le reste de l'équipage, soit 9 marins ont été débarqués à l'île aux Cochons et seront secourus plus tard) sur la plage la bien nommée du Naufrage, sur la côte septentrionale de l'île, que Lesquin nomme île Chabrol. Sauvé le 6 janvier 1827 par le navire britannique Cape Packet, Guillaume Lesquin sera de retour en France le 7 mai 1827 où il confiera en juillet aux feuilles du Lycée armoricain les souvenirs de son odyssée.
L'île de l'Est est inhabitée et classée Parc naturel des TAAF.

## Environnement
L'île de l'Est, au même titre que les autres îles de l'archipel, est protégée au sein de la Réserve naturelle nationale des Terres Australes Françaises. Cette protection couvre tant l'espace terrestre de l'île que ses eaux territoriales. Elle prend la forme d'une réserve intégrale, où seules les activités liées à la recherche scientifique et technique sont autorisées.

### Faune et flore
C'est une des seules îles australes n'ayant pas été contaminée par les rats et les chats mais les lapins y sont bien présents.